# ستايسي نيلسون
ستايسي نيلسون (بالإنجليزية: Stacey Nelson)‏ هي لاعبة كرة لينة أمريكية، ولدت في 12 أبريل 1987 في لونغ بيتش في الولايات المتحدة.